# Harry Flam
Chiel Harry Flam, född 26 januari 1948 i Falun, är en svensk professor emeritus i internationell ekonomi vid Institutet för internationell ekonomi vid Stockholms universitet.

## Biografi
Flam är född i Falun och uppvuxen i Uppsala. Under gymnasietiden i Uppsala (Lundellska skolan) var han engagerad i elevrörelsen (SECO) och var ordförande i SECO-Uppland 1964–1965. Som gymnasist var han stipendiat i Kalifornien. Senare genomgick han tolkskolan i Uppsala. Han tog examen först som civilekonom och därefter år 1981 som ekonomie doktor i nationalekonomi vid Handelshögskolan i Stockholm. Han utnämndes till professor 1995.
Tidigare har Flam varit redaktör för tidskriften Ekonomisk Debatt och medlem av Finansdepartementets ekonomiska råd. Han har även medverkat i EMU-utredningen (SOU 1996:158). Harry Flam har publicerat ett antal vetenskapliga skrifter, men även mer populärt hållna skrifter inom det nationalekonomiska området.
Harry Flam efterträdde professor John Hassler som ordförande i Finanspolitiska rådet den 1 juli  2016.
2001 valdes Flam in som ledamot av Ingenjörsvetenskapsakademien.
Harry Flam är far till ståuppkomikern Aron Flam.